# Ulrik Christian Gyldenløve

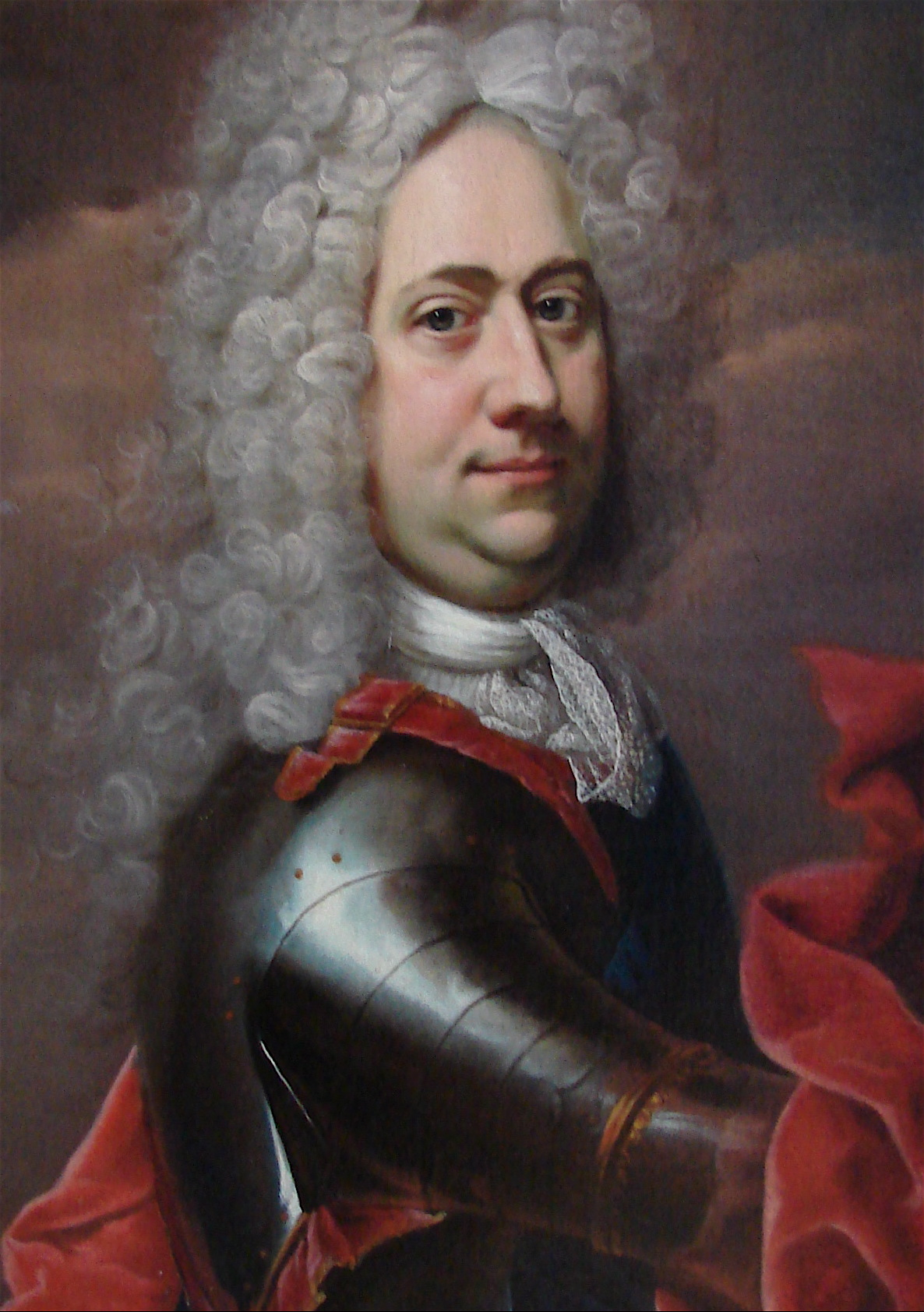
Ulrik Christian Gyldenløve

Ulrik Christian Gyldenløve (* 14. Juni 1678 auf Samsø, Dänemark; † 8. Dezember 1719 in Kopenhagen), Graf von Samsø und Freiherr von Marselisborg, war ein dänischer Admiral. Er war der jüngste Sohn des dänischen Königs Christian V. mit Sophie Amalie Moth und somit Halbbruder des Königs Friedrich IV.

## Leben
Ende der 1690er Jahre trat er der dänischen Marine bei und wurde 1701 als Generaladmiral Oberbefehlshaber aller dänisch-norwegischen Seestreitkräfte. Während des Großen Nordischen Krieges schlug er den schwedischen Generaladmiral Hans Wachtmeister 1710 in der Køgebucht und 1712 vor Rügen. Er besiegte die Schweden erneut 1715 vor Jasmund, doch bei einem erneuten Zusammentreffen in der Køgebucht wurde er 1719 von einem schwedischen Scharfschützen tödlich verwundet und erlag in Kopenhagen seinen Verletzungen.
Er war seit 1708 mit Charlotte Amalie Krabbe af Østergaard (1689–1709) verheiratet. Die Ehe blieb kinderlos, als Charlotte bereits ein Jahr später starb.